# Manfred Mann Chapter Three
I Manfred Mann Chapter Three sono stati un gruppo musicale rock britannico, formatosi su iniziativa del tastierista di origine sudafricana Manfred Mann.

## Storia
Il gruppo nasce su iniziativa di Manfred Mann e Mike Hugg a seguito dello scioglimento dei Manfred Mann e quale attività parallela alla loro carriera di autori di jingle televisivi. Il gruppo si presenta originalmente con il nome Emanon e comprende Bernie Living al sassofono contralto e al flauto, Steve York al basso e Craig Collinge alla batteria. Debuttano al Mayfair Ballroom di Newcastle upon Tyne il 24 ottobre 1969, affermandosi rapidamente nel circuito del rock progressivo.
Il gruppo pubblica due buoni album per la Vertigo, ma che non soddisfano i fan, che si aspettano qualcosa di più simile ai precedenti prodotti dei Manfred Mann. Il gruppo deve così affrontare numerosi problemi, oltre a quello di cercare di affermarsi come una formazione non pop, anche problemi finanziari, dovuti al tentativo di sostenere interamente l'impresa da parte di Manne  Huff.  Il gruppo si scioglie quindi già nel 1970 e Manfred Mann forma i Manfred Mann's Earth Band, per tornare a un percorso musicale più commerciale.

## Formazione
- Manfred Mann - tastiere, voce
- Mike Hugg - voce, pianoforte elettrico
- Steve York - basso
- Craig Collinge - batteria
- Bernie Living - sassofono contralto
- Clive Stevens - sassofono tenore
- Carl Griffiths - sax tenore
- Dave Coxhill - sassofono baritono
- Gerald Drewett - trombone
- Sonny Corbett - tromba

## Discografia

### Album in studio
- 1969 - Manfred Mann Chapter Three (Vertigo)
- 1970 - Volume Two (Vertigo)

### Raccolte
- 2019 - Radio Days Vol 3 (Live Sessions and Studio Rarities)

### EP
- 1970 - Manfred Mann Chapter III

### Singoli
- 1970 - Happy Being Me
- 1971 - Virginia
- Espejo (One Way Glass)